# Esfenocorona aumentada
En geometría, la esfenocorona aumentada es uno de los sólidos de Johnson (J87), y se obtiene al añadir una pirámide cuadrada a una de las caras cuadradas de la esfenocorona.
Es el único sólido de Johnson que surge a partir de manipulaciones de "cortado y pegado" de componentes que no son todos secciones de sólidos platónicos y arquimedianos.
Los 92 sólidos de Johnson fueron nombrados y descritos por Norman Johnson en 1966.